# Affaire Martinie contre France
Dans l'arrêt  Martinie contre France du 12 avril 2006, la  Cour européenne des droits de l'homme a dit :
- à l’unanimité, qu’il y a eu violation de l’article 6 § 1 de la Convention en raison de l’impossibilité pour le requérant de demander la tenue d’une audience publique devant la Cour des comptes ;
- par quatorze voix contre trois, qu’il y a eu violation de l’article 6 § 1 de la Convention en raison de la place du procureur dans la procédure devant la Cour des comptes ;
- par quatorze voix contre trois, qu’il y a eu violation de l’article 6 § 1 de la Convention en raison de la présence du commissaire du gouvernement au délibéré de la formation de jugement du Conseil d’État.